# Ferraz de Vasconcelos
Ferraz de Vasconcelos is een gemeente in de Braziliaanse deelstaat São Paulo. De gemeente telt 188.868 inwoners (schatting 2017).

## Aangrenzende gemeenten
De gemeente grenst aan Itaquaquecetuba, Mauá, Poá, Ribeirão Pires, São Paulo en Suzano.